# Anthony Jenkinson

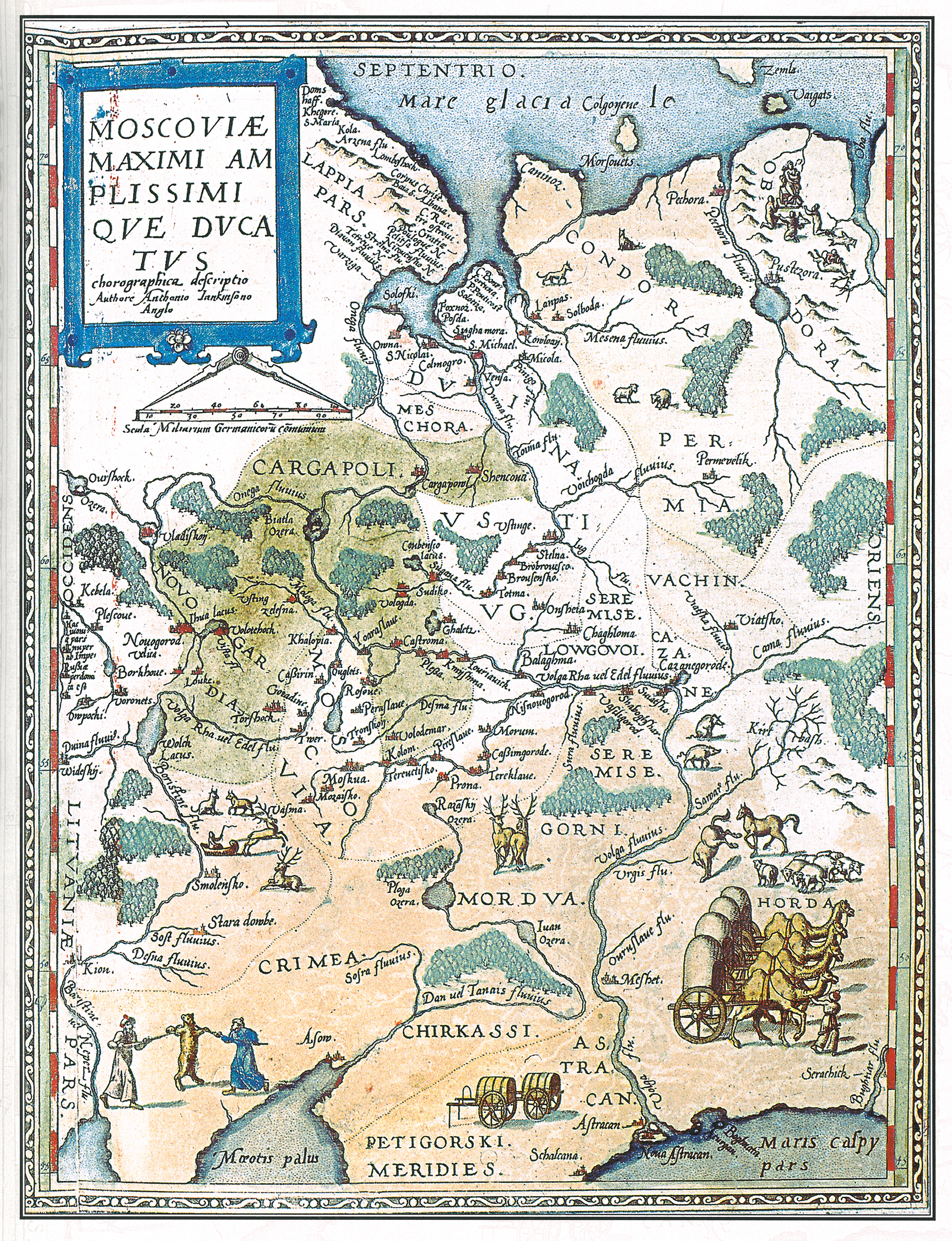
Karta över Moskvariket utförd av Jenkinson och Gerard de Jode.

Anthony Jenkinson, född 8 oktober 1529, död 1611, var en engelsk sjöfarare, upptäcktsresande och handelsagent, förfader till Charles Jenkinson, 1:e earl av Liverpool.
Jenkinson företog 1546 som helt ung en sjöfärd till Levanten samt sändes i maj 1557 av handelskompaniet Muscovy Company norra vägen till Ryssland som befälhavare för en av kompaniet utrustad handelsflottilj, och i juli nådde Jenkinson Dvinas mynning. Från faktoriet Cholmogory reste han till Moskva, där han mottogs vänligt av tsar Ivan IV. Därifrån utsträckte Jenkinson i april 1558 resan till Astrachan, Chiva och Buchara, återkom 1559 till Moskva och 1560 till England.
På en ny resa över Moskva till Persien 1561–1563 inledde Jenkinson värdefulla handelsförbindelser, och vid ett besök i Moskva 1567 utverkade han av tsaren åt bolaget omfattande privilegier, främst monopol på Vita havshandeln. 1571–1572 företog Jenkinson sin sista ryska resa.
Jenkinson var en god iakttagare och har av folkseder och samhällsliv i Ryssland och Persien lämnat värdefulla skildringar i sina reseberättelser, vilka med biografisk inledning utgivits av Edward Delmar Morgan (Early voyages and travels in Russia and Persia, 1886).